# STN Atlas
STN ATLAS Elektronik GmbH fue una empresa alemana de defensa, que producía sensores y otros componentes electrónicos o de computación como Radares, Sonares, Sistemas de control de tirol y simuladores.

## Historia
En 2003 STN Atlas fue adquirida Rheinmetall DeTec AG y por BAE Systems Alemania dividiéndose en dos compañías:
- Atlas Elektronik para sistemas navales, antigua subsidiaria de BAE Systems (ahora de propiedad de ThyssenKrupp/EADS).
- Rheinmetall Defence Electronics para sistemas terrestres y aerotrasportados de detección y simulación, subsidiaria de Rheinmetall